# Energía solar en Uruguay

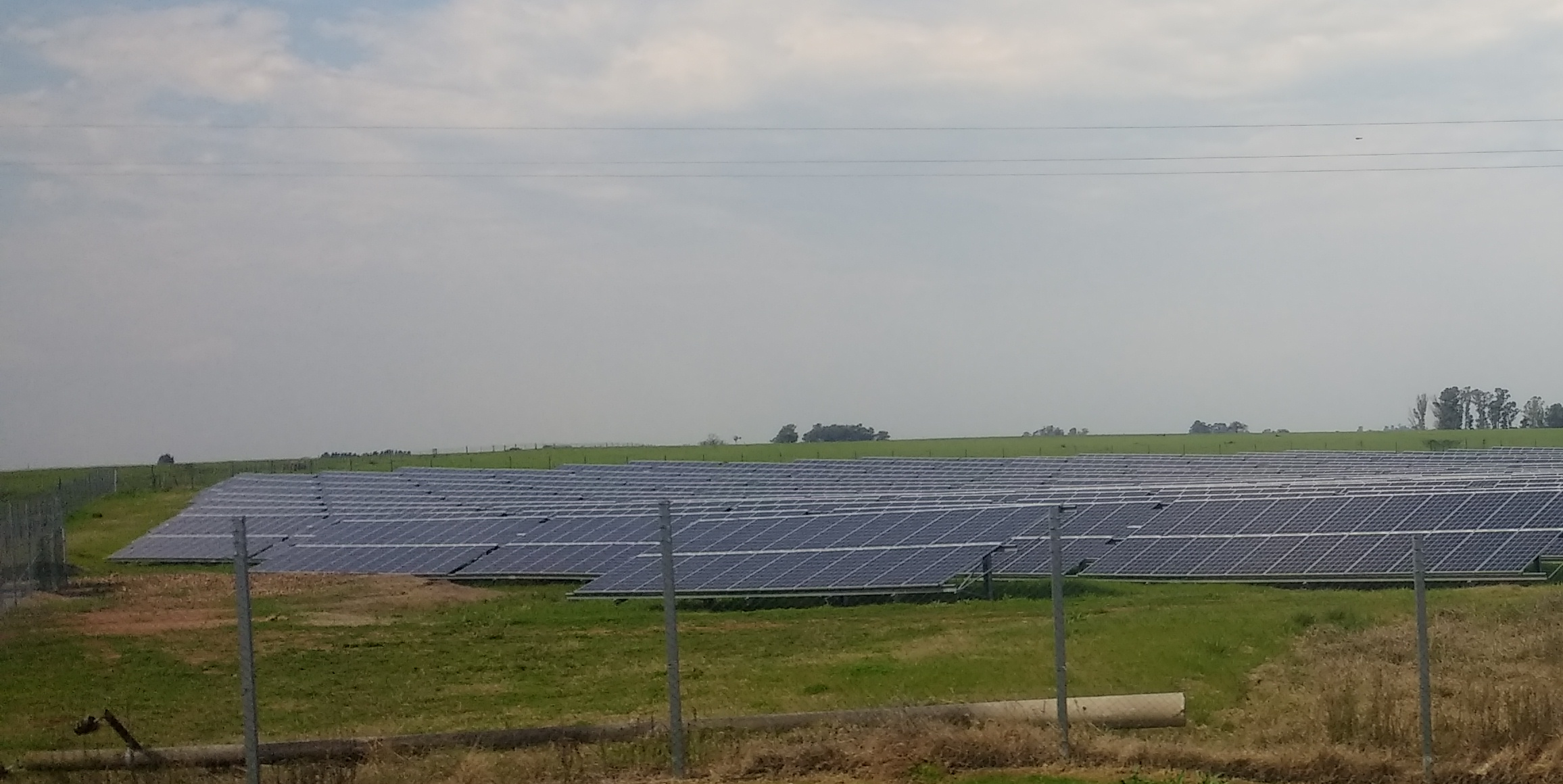
Paneles solares en el departamento de Paysandú.

La energía solar en Uruguay es parte de la política de energía de Uruguay. En 2008, durante el primer gobierno de Tabaré Vázquez, se aprobó la política energética  para el período 2005-2030. En 2009 se generó el primer mapa solar de Uruguay, para estimar el potencial de desarrollo de la energía solar en el país. En 2017, la energía solar alcanzó 242 MW instalados.
El desarrollo de la energía solar en Uruguay cuenta con la participación de varios actores del sector público, sociedad civil y sector privado.

## Solar térmica
La energía solar térmica tiene un marco legal desarrollado desde finales de la década del 2000. La ley N° 18.585 declaró de interés nacional la investigación, promoción y desarrollo de la energía solar térmica. Esto permitió que la energía solar térmica alcanzara 20 metros cuadrados cada 1000 habitantes en 2017.